# Saint-Étienne (quận)
Quận Saint-Étienne là một quận của Pháp nằm trong tỉnh Loire thuộc vùng Rhône-Alpes. Nó có 19 tổng và 74 xã.

## Các đơn vị hành chính

### Các tổng
Các tổng của quận Saint-Étienne là:
1. Bourg-Argental
2. Firminy
3. La Grand-Croix
4. Le Chambon-Feugerolles
5. Pélussin
6. Rive-de-Gier
7. Saint-Chamond-Nord
8. Saint-Chamond-Sud
9. Tổng Saint-Étienne-Nord-Est 1
10. Tổng Saint-Étienne-Nord-Est 2
11. Tổng Saint-Étienne-Nord-Ouest 1
12. Tổng Saint-Étienne-Nord-Ouest 2
13. Tổng Saint-Étienne-Sud-Est 1
14. Tổng Saint-Étienne-Sud-Est 2
15. Tổng Saint-Étienne-Sud-Est 3
16. Tổng Saint-Étienne-Sud-Ouest 1
17. Tổng Saint-Étienne-Sud-Ouest 2
18. Saint-Genest-Malifaux
19. Saint-Héand

### Các xã
Các xã của quận Saint-Étienne và mã INSEE là:
| 1. Bessey (42018)                   | 2. Bourg-Argental (42023)              | 3. Burdignes (42028)               | 4. Çaloire (42031)                 |
| 5. Cellieu (42032)                  | 6. Chagnon (42036)                     | 7. Châteauneuf (42053)             | 8. Chavanay (42056)                |
| 9. Chuyer (42064)                   | 10. Colombier (42067)                  | 11. Dargoire (42083)               | 12. Doizieux (42085)               |
| 13. Farnay (42093)                  | 14. Firminy (42095)                    | 15. Fontanès (42096)               | 16. Fraisses (42099)               |
| 17. Genilac (42225)                 | 18. Graix (42101)                      | 19. Jonzieux (42115)               | 20. L'Étrat (42092)                |
| 21. L'Horme (42110)                 | 22. La Chapelle-Villars (42051)        | 23. La Fouillouse (42097)          | 24. La Grand-Croix (42103)         |
| 25. La Ricamarie (42183)            | 26. La Talaudière (42305)              | 27. La Terrasse-sur-Dorlay (42308) | 28. La Tour-en-Jarez (42311)       |
| 29. La Valla-en-Gier (42322)        | 30. La Versanne (42329)                | 31. Le Bessat (42017)              | 32. Le Chambon-Feugerolles (42044) |
| 33. Lorette (42123)                 | 34. Lupé (42124)                       | 35. Maclas (42129)                 | 36. Malleval (42132)               |
| 37. Marcenod (42133)                | 38. Marlhes (42139)                    | 39. Pavezin (42167)                | 40. Pélussin (42168)               |
| 41. Planfoy (42172)                 | 42. Rive-de-Gier (42186)               | 43. Roche-la-Molière (42189)       | 44. Roisey (42191)                 |
| 45. Saint-Appolinard (42201)        | 46. Saint-Chamond (42207)              | 47. Saint-Christo-en-Jarez (42208) | 48. Saint-Étienne (42218)          |
| 49. Saint-Genest-Lerpt (42223)      | 50. Saint-Genest-Malifaux (42224)      | 51. Saint-Héand (42234)            | 52. Saint-Jean-Bonnefonds (42237)  |
| 53. Saint-Joseph (42242)            | 54. Saint-Julien-Molin-Molette (42246) | 55. Saint-Martin-la-Plaine (42259) | 56. Saint-Michel-sur-Rhône (42265) |
| 57. Saint-Paul-en-Cornillon (42270) | 59. Saint-Paul-en-Jarez (42271)        | 59. Saint-Pierre-de-Bœuf (42272)   | 60. Saint-Priest-en-Jarez (42275)  |
| 61. Saint-Romain-en-Jarez (42283)   | 62. Saint-Romain-les-Atheux (42286)    | 63. Saint-Régis-du-Coin (42280)    | 64. Saint-Sauveur-en-Rue (42287)   |
| 65. Sainte-Croix-en-Jarez (42210)   | 66. Sorbiers (42302)                   | 67. Tarentaise (42306)             | 68. Tartaras (42307)               |
| 69. Thélis-la-Combe (42310)         | 70. Unieux (42316)                     | 71. Valfleury (42320)              | 72. Véranne (42326)                |
| 73. Vérin (42327)                   | 74. Villars (42330)                    |                                    |                                    |